# (505412) 2013 QO95
(505412) 2013 QO95 est un objet transneptunien faisant partie des cubewanos. 

## Caractéristiques
(505412) 2013 QO95 mesure environ 200 km de diamètre.